# NRW-Slam
Als NRW-Slam werden die seit 2008 jährlich ausgerichteten nordrhein-westfälischen Meisterschaften im Poetry-Slam bezeichnet. Die NRW-Meisterschaft ist die größte im deutschsprachigen Raum und einer der größten Dichterwettstreite des Landes.

## Geschichte
Für das zwei- bis dreitägige Festival qualifizieren sich in der Regel rund vierzig Poeten auf lokaler Ebene, die besten ziehen ins Finale am Folgetag ein. Startberechtigt sind zudem nur Slam-Poeten, die in Nordrhein-Westfalen wohnhaft sind oder waren und im selben Jahr bei keiner anderen Slam-Landesmeisterschaft teilnehmen. Ähnlich wie bei den landesübergreifenden Poetry-Slam-Meisterschaften, für die sich der Sieger des NRW-Slam qualifiziert, werden die Ausrichter und der Austragungsort zwei Jahre im Voraus im Rahmen eines Slam-Masters-Meetings bestimmt. Stimmberechtigt sind dabei sämtliche Slam-Veranstalter des Bundeslandes (sog. „Slam-Master“).
Rekordsieger mit drei Titeln ist der Waltroper Torsten Sträter. Die zweithäufigsten Finalteilnahmen (viermal) teilt er sich mit Marian Heuser, Sulaiman Masomi, Michael Goehre und Björn Gögge. Rekordfinalist mit bislang fünf Finalteilnahmen ist Eric Jansen.
Seit 2015 werden zudem separat die U20-Meisterschaften beim U20-Wettbewerb ausgetragen, 2012 in Paderborn waren sie einmalig gemeinsam mit den Ü20-Meisterschaften ausgerichtet worden.
2014 und 2016 wurde das Finale des NRW-Slams online live im WDR übertragen, in den anderen Jahren überträgt in der Regel der WDR-Hörfunk.

## Nordrhein-Westfälische Poetry-Slam-Meisterschaften
| Nummer | Jahr | Stadt               | Austragungsort Finale | Moderation Finale                    | 1. Platz              | 2. Platz                                   | 3. Platz        | weitere Finalisten (alphabetisch sortiert) | U20-Sieger/in                              |  |
| ------ | ---- | ------------------- | --------------------- | ------------------------------------ | --------------------- | ------------------------------------------ | --------------- | --- | ------------------------------------------ |  |
| I      | 2008 | Münster             | Cuba Nova             | Stefan Schwarze, Andreas Weber       | Tobias Kunze          | Misha Verollet                             | Nadja Schlüter  | u. a. Florian Cieslik, Anke Fuchs, Marian Heuser, Marco Jonas Jahn, Barbara Rademacher                                                                                               | –                                          |  |
| II     | 2009 | Siegen              | Kulturhaus Lÿz        | Olaf N. Schwanke, Sushi da Slamfish  | Torsten Sträter       | Anke Fuchs, Tobias Kunze, Christian Ritter | –               | Dominik Bartels, Michael Heide, Marian Heuser, André Lampe, Sulaiman Masomi | –                                          |  |
| III    | 2010 | Bielefeld           | Theaterlabor          | Misha Verollet, Markus Freise        | Torsten Sträter       | Patrick Salmen                             | Sabrina Schauer | Florian Cieslik, Anke Fuchs, Fabian Köster, Fabian Navarro, Schriftstehler, Marc-Oliver Schuster, Sven Stickling, Sushi da Slamfish, Sascha Thamm                                    | –                                          |  |
| IV     | 2011 | Köln                | Gloria-Theater        | Florian Cieslik, Benjamin Weiß       | Andy Strauß           | Jan Möbus, Laura Reichel                   | –               | Michael Goehre, David Grashoff, Michael Heide, Marian Heuser, Fabian Köster, Quichotte, Torsten Sträter, Sushi da Slamfish, Sascha Thamm, als Featured Poet: Sebastian 23            | –                                          |  |
| V      | 2012 | Paderborn           | Kulturwerkstatt       | Claudio Ghin, Karsten Strack         | Torsten Sträter       | Andy Strauß, Beatrice Wypchol              | –               | Sandra Da Vina, Michael Goehre, Svenja Gräfen, David Grashoff, Maximilian Humpert, Achim Leufker, Jan Möbus, Sulaiman Masomi, Hank Zerbolesch, Jan Philipp Zymny                     | Simon Bömer                                |  |
| VI     | 2013 | Essen               | Weststadthalle        | Frank Klötgen, Sushi da Slamfish     | Sulaiman Masomi       | René Sydow, Jan Philipp Zymny              | –               | Dirk Anetzberger, Michael Goehre, Theresa Hahl, Eric Jansen, Tobi Katze, Oscar Malinowski, Sim Panse, Michel Pauwels, Andy Strauß                                                    | –                                          |  |
| VII    | 2014 | Mönchengladbach     | Altes Kolpinghaus     | Marco Jonas Jahn, Markim Pause       | Sandra Da Vina        | Björn Rosenbaum, Jason Bartsch             | –               | Johannes Floehr, Sven Hensel, Eric Jansen, Oscar Malinowski, Sulaiman Masomi, Jay Nightwind, Sim Panse, Sascha Thamm                                                                 | –                                          |  |
| VIII   | 2015 | Münster             | Theater Münster       | Marian Heuser                        | Jason Bartsch         | Christofer mit f                           | Björn Rosenbaum | Sandra Da Vina, Tobias Engbring, Hanno Fischer, Michael Goehre, Björn Gögge, Niko Sioulis, Luca Swieter, Florian Wintels, Zwergriese                                                 | Sven Hensel (in Bochum ausgetragen)        |  |
| IX     | 2016 | Bochum              | Schauspielhaus        | Sebastian 23. Jason Bartsch          | Henrike Klehr         | Tom Schildhauer                            | Johannes Floehr | Sandra Da Vina, Christofer mit f, Martin Frank, Björn Gögge, Sven Hensel, Miedya Mahmod, Jan Schmidt, Luca Swieter, Fatima Talalini                                                  | Daniela Sepehri (in Gütersloh ausgetragen) |  |
| X      | 2017 | Siegen              | Apollo-Theater        | Tristan Kunkel, Jan Schmidt          | Jean-Philippe Kindler | Marian Heuser                              | Achim Leufker   | Felicitas Friedrich, Sven Hensel, Lukas Knoben, Malte Küppers, Leah Leaf, Elena Nern, Dean Ruddock, Florian Stein, Andi Substanz, als Featured Poet: Tobias Kunze                    | Ella Anschein (in Essen ausgetragen)       |  |
| XI     | 2018 | Lüdenscheid         | Kulturhaus            | Marian Heuser                        | René Sydow            | Oscar Malinowski                           | Elena Nern      | Alexander Bach, Julius Esser, Kolja Fach, Björn Gögge, Eric Jansen, August Klar, Achim Leufker, Lena Meckenstock, Florian Stein                                                      | Elena Nern (in Krefeld ausgetragen)        |  |
| XII    | 2019 | Aachen              | Eurogress             | Eric Jansen, Oscar Malinowski        | Kolja Fach            | Johnny                                     | Björn Rosenbaum | Ella Anschein, Tobias Beitzel, Kara Ehlert, Eva-Lisa, Marie Gdaniec, Björn Gögge, Lukas Knoben, Ilay Schüssler, Jann Wattjes, als Featured Artists: Aylin Celik, August Klar         | Kolja Fach (in Hamm ausgetragen)           |  |
| –      | 2020 | –                   | –                     | –                                    | –                     | –                                          | –               | fiel aufgrund der COVID-19-Pandemie aus, ursprünglich geplant war eine Austragung in Dortmund                                                                                        | –                                          |  |
| XIII   | 2021 | Bielefeld           | Stadthalle            | Niko Sioulis, Marc-Oliver Schuster   | Jann Wattjes          | Abdul Kader Chahin                         | Julius Esser    | Paul Bank, Jana Goller, Johnny, Morgaine Prinz, Alina Schmolke, als Featured Artist: Florian Wintels                                                                                 | –                                          |  |
| XIV    | 2022 | Hagen               | Stadttheater          | Jan Schmidt, Marc-Oliver Schuster    | Benjamin Poliak       | Eric Jansen                                | Lisa Brück      | Tobias Beitzel, Valo Christiansen, Felicitas Friedrich, Evgenija Kosov, Malte Küppers, Morgaine Prinz, Alina Schmolke, Jann Wattjes, Flemming Witt, als Featured Artist: Aylin Celik | Alina Schmolke (in Gütersloh ausgetragen)  |  |
| XV     | 2023 | Krefeld             | Seidenweberhaus       | Johannes Floehr, Bernard Hoffmeister | René Greschert        | Max Raths                                  | Kim Catrin      | Julius Esser, Eric Jansen, Eva-Lisa, Jan Schmidt, Florian Stein, Lea Weber, als Featured Artist: Coremy                                                                              | Johanna Bauer (in Düsseldorf ausgetragen)  |  |
| XVI    | 2024 | Düsseldorf          | zakk                  | Aylin Celik, Meral Ziegler           | Dilara Yüksek         | Evgenija Kosov                             | Johanna Bauer   | Tobias Beitzel, René Greschert, Jouhaina Lahchaichi, Simon Middelkoop, Jill Ziegler, als Featured Artist: Simon Slomma                                                               | Johanna Bauer (in Geldern ausgetragen)     |  |
| XVII   | 2025 | Wittgensteiner Land |                       |                                      |                       |                                            |                 | |                                            |  |